# Alfred Cadart

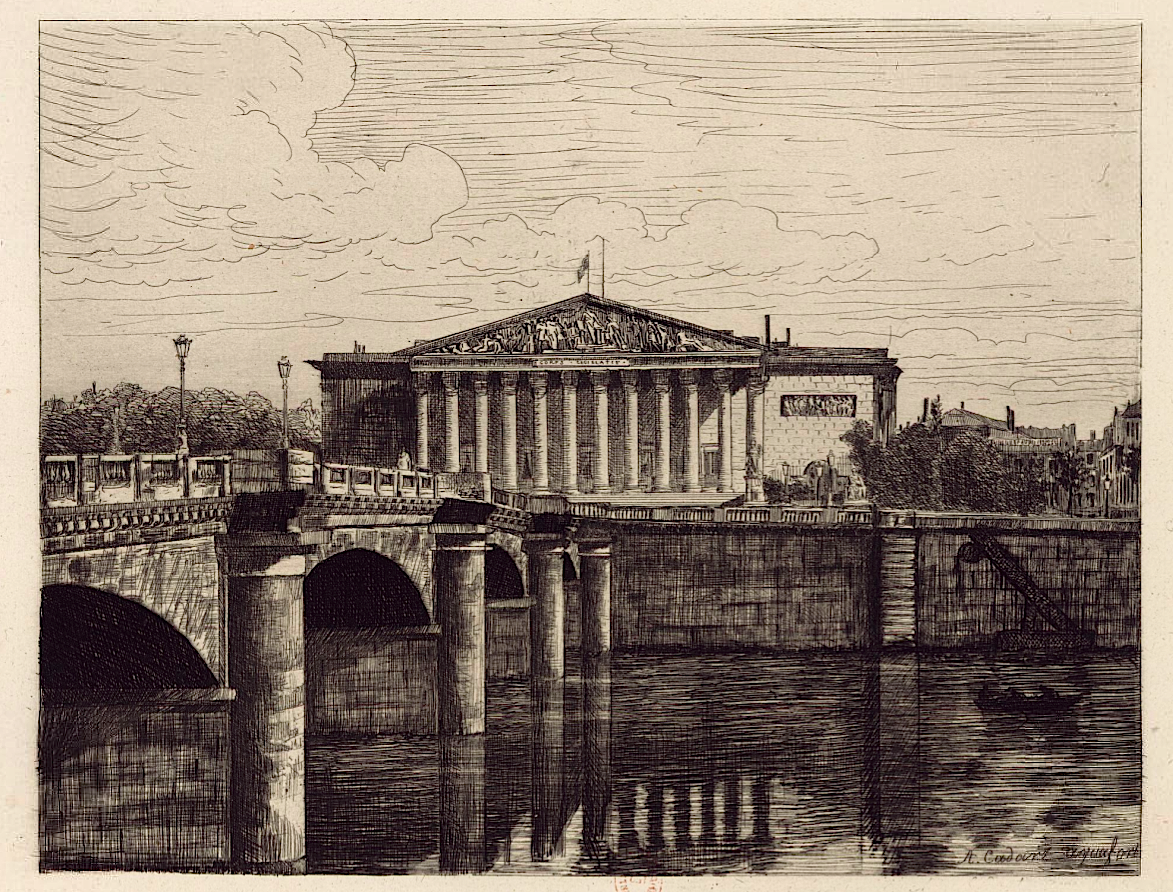
La Cámara de los Diputados (1865)

Alfred Cadart (Saint-Omer, 4 de abril de 1828–París, 27 de abril de 1875) fue un editor y grabador francés. 

## Biografía
Su primer trabajo fue en la Compañía de ferrocarriles del Norte. En 1855 casó con Célonie Sophie Chifflart, hermana del pintor François Chifflart, cuya influencia le atrajo hacia el terreno del arte. En 1859 creó un comercio de venta de estampas en la calle Richelieu de París, donde vendía aguafuertes con reproducciones de las obras de su cuñado. Entró en contacto entonces con artistas como Félix Bracquemond y Alphonse Legros, con quienes su comercio se convirtió en un centro promotor de la vanguardia artística y del grabado de creación original, en una época en que la mayoría de grabadores se dedicaban a la reproducción de obras de artistas célebres.
Fue uno de los promotores de la Société des aquafortistes, fundada en 1861 en París con la colaboración de artistas como Charles-François Daubigny y Charles Jacque. Su objetivo era revalorizar el grabado como medio de expresión artístico. Entre sus miembros figuraron Bracquemond, Legros, Camille Corot, Jean-François Millet, Charles Meryon, Honoré Daumier, Eugène Delacroix, Gustave Courbet, Henri Fantin-Latour, Carlos de Haes, Johan Barthold Jongkind, Maxime Lalanne, Édouard Manet, Théodule Ribot, etc. Las obras de estos artistas eran aceradas y estampadas por Auguste Delâtre, un reputado impresor. Su principal órgano fue la publicación Eaux-Fortes modernes. Publication artistique d'œuvres originales par la Société des aquafortistes, de tirada mensual, con una suscripción anual de 50 francos. Entre 1863 y 1867 se publicaron cinco álbumes con recopilaciones de la revista, en el primero de los cuales, prologado por Théophile Gautier, surgió el término «aguafortista» como sinónimo de grabador original. A esta revista la sustituyó en 1867 L'Illustration Nouvelle, que Cadart continuó editando hasta su fallecimiento y perduró hasta 1880.